# Lukas Nmecha
Lukas Okechukwu Nmecha (født 14. december 1998) er en tysk-engelsk professionel fodboldspiller, som spiller som angriber for Premier League-klubben Leeds United.

## Klubkarriere

### Manchester City
Nmecha begyndte sin karriere hos Manchester City, og fik sin førsteholdsdebut den 19. december 2017 i en EFL Cup-kamp imod Leicester City.
Han havde i sin tid hos klubben en række lejeaftaler til Preston North End, Wolfsburg, Middlesbrough og sidst Anderlecht.

### Wolfsburg
Nmecha skiftede i juli 2021 til Wolfsburg, som han tidligere havde tilbragt en lejeaftale hos, på en permanent aftale.

### Leeds United
Nmecha vendte i juni 2025 tilbage til England, da han skiftede til Leeds United på en fri transfer, efter hans kontrakt med Wolfsburg havde udløbet.

## Landsholdskarriere

### Ungdomslandshold
Nmecha har repræsenteret England på samtlige ungdomsniveauer, og var del af truppen som vandt U/19 EM i 2017.
Efter at have repræsenteret England på samtlige ungdomsniveauer, skiftede Nmecha i 2019 til at repræsentere Tyskland. Han var del af Tysklands U/21-hold, som vandt U/21 EM i 2021. Han scorede det vindene mål i finalen, og sluttede turneringen som topscorer med fire mål.

### Seniorlandshold
Nmecha debuterede for Tysklands landshold den 11. november 2021.

## Privat
Nmecha er født i Hamborg til en tysk mor og en nigeriansk far. Han flyttede med sin familie til England som 9-årig. Hans lillebror Felix Nmecha er også fodboldspiller.

## Titler
England U/19
- U/19 Europamesterskabet: 1 (2017)

Tyskland U/21
- U/21 Europamesterskabet: 1 (2021)

Individuelle
- U/21 Europamesterskabet Turneringens hold: 1 (2021)